# The Private Files of J. Edgar Hoover
Pour plus de détails, voir Fiche technique et Distribution.
The Private Files of J. Edgar Hoover est un film biographique américain réalisé par Larry Cohen et sorti en 1977.

## Synopsis
Retour sur les quarante années de la vie du premier directeur du FBI J. Edgar Hoover, de ses débuts dans les années 1920 jusqu’à sa mort en 1972.

## Fiche technique
- Photographie : Paul Glickman
- Montage : Christopher Lebenzon
- Musique : Miklós Rózsa

## Distribution
- Broderick Crawford : J. Edgar Hoover
- James Wainwright : J. Edgar Hoover jeune
- Michael Parks : Robert F. Kennedy
- José Ferrer : Lionel McCoy
- Celeste Holm : Florence Hollister
- Rip Torn : Dwight Webb
- Dan Dailey : Clyde Tolson
- Ronee Blakley : Carrie DeWitt
- Howard Da Silva : le président Franklin D. Roosevelt
- John Marley : Dave Hindley
- Michael Sacks : Melvin Purvis
- Raymond St. Jacques : Martin Luther King
- June Havoc : la mère de J. Edgar Hoover
- Lloyd Nolan : le procureur général Harlan Stone
- Andrew Duggan : le président Lyndon B. Johnson
- Jack Cassidy : Damon Runyon
- George Plimpton : Quentin Reynolds
- Lloyd Gough : Walter Winchell
- William Jordan : le président John F. Kennedy
- Brad Dexter : Alvin Karpis
- George Wallace : le sénateur Joseph McCarthy
- Henderson Forsythe (en) : Suydam
- Fred J. Scollay (en) : Putnam
- William Wellman Jr. (nl) : Dwight Webb Sr.
- Ellen Barber : Janice Harper - FBI Secretary
- Art Lund (en) : Benchley
- Mary Alice Moore : Miss Bryant
- Jim Antonio : le sénateur Kenneth McKellar
- Gregory Abels : President's Aide (comme Gregg Abels)
- Dan Resin : President's Advisor
- James Dixon : Reilly
- Penny DuPont : Newscaster
- Alvin Miles : Valet
- John Bay : Heywood Brown
- Brooks Morton : Earl Warren
- Richard M. Dixon : The President
- James Dukas : Frank
- Ron Faber : Hijacker
- Sam Chew Jr. : FBI agent
- Paul Thomas : FBI agent
- Ken Harvey : FBI agent
- Jack Drummond : FBI agent
- Colin Bremner : FBI agent
- Dana Rowe : FBI agent
- Hanns Manship : FBI Agent
- Ed Nast : FBI agent
- Tanya Roberts : Stewardess
- Margolyn Curtis : Stewardess (comme Margo Lynn Curtis)
- Larry Pines : Kelly
- John Stefano : Harry Brunette
- Jennifer Lee : Ethel Brunette
- Gwyn Gilliss : Mary Jo Kopechne (voice)
- Bruce Weitz : Voice on Tape
- Wyman Kane : Senator Markum
- Gordon Zimmerman : Lepke
- Marty Lee : Muffin Man
- Reno Carell : Dillinger
- Frank Rohrbach : White House aide
- Marshall Borden : White House aide
- Joe Mayo : White House aide
- Joe ArrowSmith : Newscaster